# Formalisme russe
Le terme formalisme russe désigne une école de linguistes et de théoriciens de la littérature qui, de 1914 à 1930, révolutionna le domaine de la critique littéraire en lui donnant un cadre et une méthode novatrice. On peut distinguer le groupe de Moscou mené par Roman Jakobson, et celui de Saint-Pétersbourg, l'OPOYAZ, conduit par Victor Chklovski.
Les formalistes russes auront une influence considérable sur la sémiologie et la linguistique du XXe siècle, notamment par le biais du structuralisme.

## Les acteurs du formalisme russe
- Ossip Brik (1888-1945) et Roman Jakobson (1896-1982) s'occupent des structures rythmiques et métriques au cœur des poèmes.
- Victor Chklovski (1893-1984), Boris Eichenbaum (1886-1959) étudient les constructions narratives des récits.
- Victor Vinogradov (ru) (1895-1969) étudie les faits de style.
- Iouri Tynianov (1894-1943) est spécialiste de « la dialectique des genres ».
- Grigori Vinokour (ru) (1896-1947), linguiste
- Viktor Jirmounsky (1891-1971)
- Vladimir Propp (1895-1970) a appliqué cette analyse pour une typologie des contes.

Cette répartition des tâches en critique littéraire vient de l'idée que la littérature est une technique, un ensemble de procédés.

## Histoire du formalisme
Ce courant de critique littéraire se développe en Russie entre 1915 et 1930, mais ce mouvement n'a été découvert en France que vers 1960.

Il commence par la création en 1915 du Cercle linguistique de Moscou pour « Promouvoir la linguistique et la poétique ». Il est aidé ensuite par la collaboration de l'OPOYAZ, qui aide les formalistes par l'apport des poètes futuristes comme Vladimir Maïakovski.

La revue Poetica est publiée avec l'aide des formalistes par l'institut d'État d'histoire des arts.
Le mot « formaliste » est d'abord une critique qui leur est adressée, mais dont ils se défendent, affirmant préférer « les qualités intrinsèques du matériau littéraire ».

## Grandes idées
Le formalisme naît en réaction contre une méthode de critique qui s'attachait à l'étude des symboles et d'éléments qui influencent l'œuvre (l'histoire, la société...). Contre cette manière de faire, les formalistes proposent d'étudier la littérarité (« Ce qui fait d'une œuvre une œuvre littéraire », selon Jakobson). Ainsi les formalistes étudient en détail la structure des œuvres, les personnages, la structure précise du vers.
L'histoire littéraire est révisée à partir d'une dialectique proche du marxisme.